# 启示录第22章
启示录第22章是《启示录》（或称《约翰的启示》）的第二十二章，也是新约全书乃至整个《圣经》的最后一章。传统上这部书被归于使徒约翰所著，但作者的确切身份仍是学界争论的焦点。本章内容包括在新耶路撒冷中的上帝宝座、约翰与天使之间的对话以及全书的结语。

## 伊甸园回归信徒（22:1–5）
上帝创造伊甸园（希伯来文意为“喜乐的园子”）作为与亚当和夏娃立约的奖赏，让他们在其中享受并侍奉祂。他们的生命以上帝为中心，因此被禁止吃分别善恶树的果子，因那意味着以自我取代上帝。他们违命后失去了园中的位置。此后犹太传统认为园子升至了天堂，等待忠信者。如今的异象预示这园将降临新天新地，归还给上帝的子民。

### 第一节
天使又指示我在城內街道當中一道生命水的河，明亮如水晶，從神和羔羊的寶座流出來。
地上的耶路撒冷在千禧年的荣耀中也有一条流水的河，以西结在圣殿异象中有所描述。从地上的耶路撒冷流出的活水河无疑是一条真正意义上的河流，它将治愈死海的水，也象征着将从耶路撒冷流出的属灵祝福。但天上耶路撒冷的生命之河并非来自圣殿，而是来自上帝和羔羊的宝座。这和先前在《创世纪》中提到的河有所不同，在《创世纪》中这条河是“从伊甸园”流出来的这条河的源头是“神和羔羊的宝座”，这意味着神性，启示录再次强调了上帝与羔羊的合一。在旧约中，先知们使用河流来表达富饶、供给和平安。神在新耶路撒冷的供应被描述为“明亮如水晶”，意味着纯净、绝对未受污染。

### 第二节
在河這邊與那邊有生命樹，結十二樣果子，每月都結果子；樹上的葉子乃為醫治萬民。
最初的伊甸园只有一棵生命树，但现在新的伊甸园充满了生命。当初亚当和夏娃偷吃知善恶树的果子被放逐，如今这（永生）生命已归还给上帝的子民。伊甸园已重建且远比《创世记》中的更伟大，因为生命渗透了整个新造的世界。在古希腊语中“医治”一词也可以表示“给予健康”，并非真正意义上的医治。“每月都结果子”透漏了即使在新耶路撒冷中，月份的定义依旧不变。这也正表明地球的轨道和自转运动将按照上帝最初确立的方式继续下去，月球也将继续绕地球运行。

### 第三至第五节
以後再沒有咒詛；在城裡有神和羔羊的寶座；他的僕人都要事奉他，也要見他的面。他的名字必寫在他們的額上。不再有黑夜；他們也不用燈光、日光，因為主神要光照他們。他們要作王，直到永永遠遠。
“以後再沒有咒詛”意味着圣约的诅咒，基督已为人类赎罪，邪恶已经被完全消除，同时人类也获得了宽恕。“在城里有神和羔羊的宝座”意味着花园的一切意义——永生、丰盛的供应、完全的医治、绝对的安全——都源于上帝和羔羊至高无上的同在。“仆人”一词则指代了人与神之间的关系，人已被他的宝血买赎并属于神，是神特殊的产业并受神保护。作为回应，人也应该敬拜神并为他提供祭司的职分。同时“事奉”的论述表明天堂并非无所事事的天堂。他们除了歌唱、敬拜和享受之外，还有更多的事情要做。“他的名字必寫在他們的額上”，预示着“他们”是神的永恒的所有权和永久的财产。“不再有黑夜”及“他們也不用燈光、日光”反映出今世因罪恶带来的黑暗、危险与不洁。相对地圣城由上帝的荣耀照耀，“主上帝光照他们”意味着将永远处于光明之中。同时这段话还讲了“永恒的统治”，这很可能意味着人们将参与基督对永恒国度的统治，就像亚当统治最初的伊甸园那样。

## 本书结语（22:6–21）
本书的最后若干段围绕着预言的真实性和基督即将再来这两个主题，主要有两位发言者，分别是天使宣告三条诫命（22:8-11）和基督发表七句话（22:12-19）。

### 第六至第七节
天使又對我說：這些話是真實可信的。主就是眾先知被感之靈的神，差遣他的使者，將那必要快成的事指示他僕人。看哪 ，我必快來！凡遵守這書上預言的有福了！
天使所言论证了神赋予这些异象的可靠性，意味着以上异象并非梦境或想象，而是对尚未发生事件和人物的准确描述。神被称为“就是众先知被感之灵的神”,这意味着约翰的预言信息源于主。“灵”是指预言的灵还是圣灵存在争议，当然是两者兼而有之，意味着约翰作为先知的思想和属灵特质是由于圣灵在他里面的运作。同时书中还通过“有福了”的论述号召引导人们信靠和顺服上帝，并将其应用到生活中。

### 第八节
這些事是我約翰所聽見、所看見的；我既聽見、看見了，就在指示我的天使腳前俯伏要拜他。
约翰说这些事是自己“所聽見、所看見的”相当于一项声明，表明上帝拣选他作为将这些异象传达给众教会的正式渠道。不过在这里他却犯了个错误，他敬拜的是使者（天使），而不是差遣他的上帝。这体现了即使是像约翰这样的人，都无法逃脱这种微妙的诱惑，去敬拜天使而不是唯一该受敬拜的上帝。

### 第九节
他對我說：千萬不可！我與你和你的弟兄眾先知，並那些守這書上言語的人，同是作僕人的。你要敬拜神。
天使责备他并指出其错误，同时也阐明了原因，即天使与上帝的子民同为上帝的仆人，关系乃是平等的。而上帝是唯一造物主，其余都是受造物，因此只有上帝该受到敬拜。

### 第十节
他又對我說：不可封了這書上的預言，因為日期近了 。
既然圣徒必须“遵守这书上的话”，约翰就不能封住这些话。这本书的内容被视为来自上帝的预言，这意味着它们揭示了以前隐藏的真理，而现在是解开神圣书籍并揭示它们的时候了。这与先前但以理时代有所不同，在但以理时代需要“封住这异象”，但当下则是“日期近了 ”。

### 第十一节
不義的，叫他仍舊不義；污穢的，叫他仍舊污穢；為義的，叫他仍舊為義；聖潔的，叫他仍舊聖潔。
表面上看天使似乎在命令恶人继续作恶，实则警告未得救的人要根据基督即将再来的现实认真思考他们所选择的生活方式。约翰和其他基督教领袖并没有能力阻止恶的风潮，他们的任务不是充当道德警察，而是宣扬预言，其余的交给上帝和羔羊。此外他们还必须鼓励义人和圣洁的人继续行善，忠心为基督而活。同时这句话也昭示了恶人的顽固不化，拒绝一切悔改的机会。

### 第十二节
看哪，我必快來！賞罰在我，要照各人所行的報應他。
“我必快來”是对后续的警告提供基础，既然基督即将再来，就必须时刻做好准备。所谓的赏赐是上帝的子民从被掳中得救，指的是从永恒的折磨中得救以及上帝对忠心侍奉者的赏赐。

### 第十三节
我是阿拉法，我是俄梅戛；我是首先的，我是末後的；我是初，我是終。

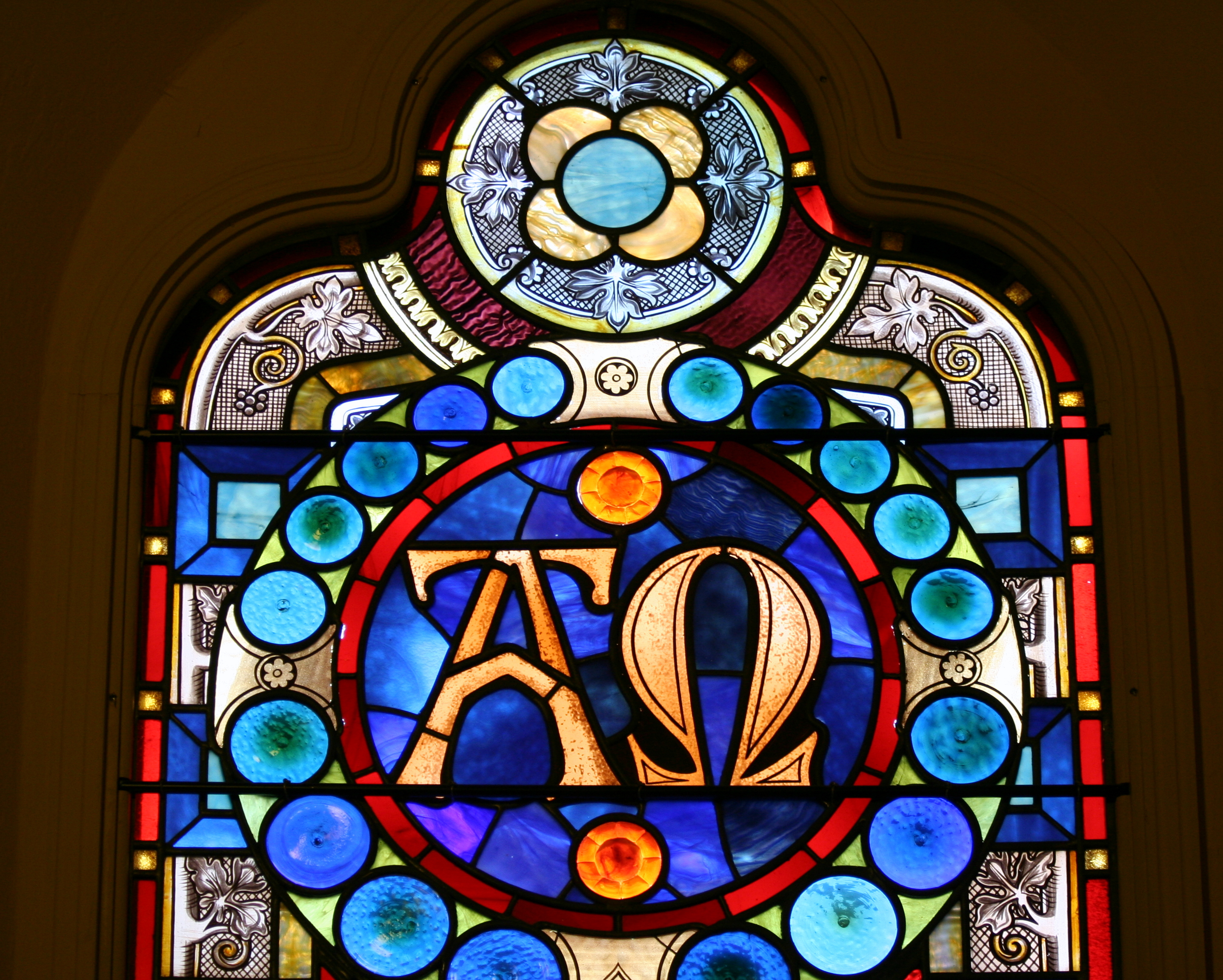
教堂里的阿拉法和俄梅戛彩色玻璃花窗

阿拉法和俄梅戛是希腊字母的第一个和最后一个，寓意着始末。这个称号是主所独有的，在《启示录》的开篇也有所提及。“阿拉法和俄梅戛”、“首先的和末後的”以及“初和終”这三个称号都强调了上帝和基督对历史的主权，也证明其一直掌控着之间的每一个时刻，引导人类历史走向上帝在末世的旨意结局。

### 第十四节
那些洗淨自己衣服的有福了！可得權柄能到生命樹那裡，也能從門進城。
这是七福中的最后一福，其统一的主题是必须忠于主，才能参与复活并获得永生。这最后一个福重申了先前用羔羊的血把衣服洗净的论述。两处都出现了洗净的说法，都是指属灵的复兴，摆脱生活中累积的尘世污秽，在神面前过圣洁的生活。“权柄”一词在书中经常用来描述圣徒凌驾于列国之上或邪靈控制其追随者的能力。在这里则象征着上帝的子民获得通往生命树的新途径，意指永生。而通过城门进入，就等于有权享用生命树，这是因为生命树位于城内。要接近生命树，就必须先通过城门。

### 第十五节
城外有那些犬類、行邪術的、淫亂的、殺人的、拜偶像的，並一切喜好說謊言、編造虛謊的。
而与之相对的是，恶人将被排除在外，象征着排斥和羞辱。这些人是“犬类”，是指不洁净的动物，同时也是愚昧之人或不配得上帝真理之人的绰号。此外该章节还列出了“行邪术、淫乱、谋杀、拜偶像、说谎”这五种恶行，最后一种尤其指那些散布谎言并教导与罗马妥协的假教师。

### 第十六节
我─耶穌差遣我的使者為眾教會將這些事向你們證明。我是大衛的根，又是他的後裔。我是明亮的晨星。
这句话是为了证实整本书的真确性，同时也说明了《启示录》是写给众教会的，也是写给所有信徒而非只是少数精英的。耶稣是耶西的根（后裔），而耶西是大卫的父亲。因此他是大卫的后裔，有资格继承大卫的宝座。而“大卫的根”也是一个军事隐喻，以以战士弥赛亚为中心，大卫的后裔将拯救上帝的子民。作为大卫的后裔，耶稣应验了所有大卫家对弥赛亚的期盼。而“明亮的晨星”在犹太教中被视为弥赛亚的预言，这也凸显了耶稣作为弥赛亚战士的身份。

### 第十七节
聖靈和新婦都說：來！聽見的人也該說：來！口渴的人也當來；願意的，都可以白白取生命的水喝。
这邀请是邀请基督这位新郎，而“来！”的邀请是由教会发出，教会是这时代的新妇，注定要与上帝的其他子民一同居住在新耶路撒冷。而末世教会要进入新耶路撒冷，强调进入永恒时的胜利和喜乐。而“願意的，都可以白白取生命的水喝”是耶稣公开的邀请，邀请人接受他的救恩，他不会拒绝任何来到他面前的人。

### 第十八至第十九节
我向一切聽見這書上預言的作見證，若有人在這預言上加添甚麼，神必將寫在這書上的災禍加在他身上；這書上的預言，若有人刪去甚麼，神必從這書上所寫的生命樹和聖城刪去他的分 。
这两节意味着《圣经》是不可篡改的，篡改《启示录》和《圣经》都要付出高昂的代价。此外还指出那些删减及添加《圣经》内容的假教师，都将在此受到应有的审判。同时也警告了读者，故意歪曲上帝的真理和否认基本教义就等于叛教。

### 第二十节
證明這事的說：是了，我必快來！阿們！主耶穌阿，我願你來！
这是即将到来的基督再临，整本《圣经》所期待的事件即将发生。最后一句话则体现了信徒对基督再临的强烈渴望。

### 第二十一节
願主耶穌的恩惠常與眾聖徒同在。阿們！
保罗几乎所有的书信（《罗马书》除外）都以“愿恩惠与你们同在”这样的形式结束，所以正如引言中提到的，《启示录》不仅是一部默示和预言，也是一封书信。“主耶穌的恩惠”的目的与保罗的目的相同，都是祈求神的恩典降临读者。约翰希望“主耶稣”用他至高无上的能力光照他们，使他们能够真正成为得胜者，为主的再来做好准备。

### 引用著作
- Bauckham, Richard. . Barton, John; Muddiman, John  (编).  first (paperback). Oxford University Press. 2007: 1287–1306  [2019-02-06]. ISBN 978-0199277186.
- Garland, Anthony Charles.  2 illustrated, revised. SpiritAndTruth.org. 2007. ISBN 9780978886424.
- Osborne, Grant R. . Lexham Press. 2016  [2025-05-19]. ISBN 978-1-57799-734-4.
- Gaebelein, Arno Clemens. . Publication Office "Our Hope". 1915  [2025-05-01]. ASIN B00085A3U4.
- Arthur, David. . Rowman & Littlefield. 2021  [2025-05-01]. ISBN 978-1-9787-0250-9.